# Fácángyilkosok
A Fácángyilkosok (eredeti cím: Fasandræberne) 2014-ben bemutatott dán–francia–német bűnügyi film, melyet Nikolaj Arcel és Rasmus Heisterberg forgatókönyvéből Mikkel Nørgaard rendezett. A Q-ügyosztály sorozat második része, a Nyomtalanul (2013) után. Ezt követte a Palackposta (2016) és A 64-es betegnapló (2018). A főbb szerepekben Nikolaj Lie Kaas, Fares Fares, Pilou Asbæk, David Dencik és Danica Curcic látható.
Dániában 2014. október 4-én, Magyarországon 2015. március 19-én mutatták be a mozikban.

## Cselekmény
Egy tóparti nyaralóban brutálisan meggyilkolnak egy fiatal ikerpárt. A nyomok alapján a rendőrség egy helyi bentlakásos iskola gazdag és befolyásos családból származó diákjai között keresi az elkövetőt, mivel azonban a bizonyítékok nem perdöntőek, vádemelés nélkül a lezáratlan ügyek közé kerül az akta. Az elfekvő ügyekkel foglalkozó Q-ügyosztály 20 évvel később újra foglalkozni kezd az esettel. Carl Morck nyomozó és társa beleássa magát az ügybe, és hamar rájönnek, hogy a bűncselekmény körül valami bűzlik. A meglévő nyomok egy, a testvérpár meggyilkolásával egy időben eltűnt lányhoz vezetnek, ám hamar kiderül, hogy nem csak a nyomozók próbálják elszántan felkutatni a nőt, hogy a hiányzó információkat megszerezzék tőle. Az ország három legbefolyásosabb köreiből néhányan szintén kétségbeesetten kutatnak az utcán élő nő után, mert olyan tudás birtokában van, ami egy életre tönkreteheti őket. A hajtóvadászat kezdetét veszi.

## Szereplők
| Szerep           | Színész                | Magyar hang       |
| ---------------- | ---------------------- | ----------------- |
| Carl Mørck       | Nikolaj Lie Kaas       | Stohl András      |
| Assad            | Fares Fares            | Kálid Artúr       |
| Ditlev Pram      | Pilou Asbæk            | Varga Gábor       |
| Ditlev fiatalon  | Marco Ilsø             | Czető Roland      |
| Ulrik Dybbøl     | David Dencik           | Barát Attila      |
| Kimmie Lassen    | Danica Curcic          | Solecki Janka     |
| Kimmie fiatalon  | Sarah-Sofie Boussnina  | Csuha Bori        |
| Rose Knudsen     | Johanne Louise Schmidt | Kis-Kovács Luca   |
| Thelma Pram      | Beate Bille            | Nemes Takách Kata |
| Albjerg          | Peter Christoffersen   | Pál Tamás         |
| Marcus Jacobsen  | Søren Pilmark          | Barbinek Péter    |
| Børge Bak        | Michael Brostrup       | Seder Gábor       |
| Lars Bjørn       | Morton Kirkskov        | Csankó Zoltán     |
| Bjarne Thøgersen | Kristian Høgh Jeppesen | Varga Rókus       |
| Bjarne fiatalon  | Adam Ild Rohweder      | Gacsal Ádám       |
| Tine             | Katrine Rosenthal      | Pupos Tímea       |
| Frank Helmond    | Dan Zahle              | Maday Gábor       |
| Bent Krum        | Hans Henrik Clemensen  | Bácskai János     |
| Thomas           | Nikolaj Groth          | Molnár Levente    |